# Peter Franke (Politiker)
Peter Franke (* 7. Dezember 1944 in Freiwaldau/Schlesien) ist ein deutscher Politiker (DSU) und ehemaliger Abgeordneter der Volkskammer der DDR.

## Biographie
Nach dem Besuch der Grund- und Mittelschule in Görlitz absolvierte Franke eine Lehre als Kfz-Schlosser. Von 1963 bis 1970 leistete er seinen Militärdienst ab und besuchte anschließend eine Fachschule. Danach war er bis 1975 Leiter eines Fuhrparks. Von 1975 bis 1985 arbeitete er als Technologe und Fachdirektor Ratio/Investitionen im Volkseigenen Einzelhandelsbetrieb - HO in Görlitz und Cottbus. Ab 1985 war er Mitarbeiter im Gesundheitswesen in einer orthopädischen Arztpraxis in Cottbus.
Im Januar 1990 schloss sich Franke der der neu gegründeten DSU an und wurde Mitglied des Bezirksvorstands Cottbus. Bei der Volkskammerwahl 1990 wurde er im Wahlkreis 2 (Cottbus) auf dem Listenplatz 1 der DSU gewählt. Er war stellvertretender Vorsitzender des Haushaltsausschusses der Volkskammer.
Über sein weiteres Leben nach dem Ausscheiden aus dem Parlament 1990 ist nichts bekannt.